# Вяземский, Терентий Иванович
Тере́нтий Ива́нович Вя́земский (1857, д. Путятино, Раненбургский уезд, Рязанская губерния — 23 сентября 1914, Москва) — российский учёный, специалист в области бальнеологии и гидротерапии, основатель Карадагской биостанции.

## Биография
Родился в 1857 году в деревне Путятино Раненбургского уезда Рязанской губернии в семье священника. В 1878 году окончил Рязанскую духовную семинарию. Поступил на историко-филологический факультет Императорского Московского университета, но затем перевёлся на медицинский факультет и окончил его в 1883 году. Научные интересы — проблемы электрофизиологии животных и растительных тканей.
В 1901 году защитил докторскую диссертацию по теме «Электрические явления растений», которая вышла отдельной книгой (1901) и была опубликована в «Трудах Физиологического института при Императорском Московском университете» (1906).
В 1901 году Т. И. Вяземский приобрёл имение «Карадаг» в Крыму, расположенное у подножия одноимённого древнего вулкана с целью организации санатория для нервнобольных. Доход от санатория Т. И. Вяземский предполагал использовать для постройки приморской научной станции. Однако финансовый план Вяземского оказался несостоятельным, поскольку санаторий не дал ожидаемого дохода.
В 1902 году Т. И. Вяземский — приват-доцент Московского университета по кафедре физиологии. В 1903 году обосновал свои предложения по борьбе с алкоголизмом в России на I Всероссийском съезде виноградарей и виноделов в Москве.
В 1907 году при участии доктора медицины профессора Московского университета Л. З. Мороховца Вяземский приступил к обустройству научной станции. Мороховец предоставил средства на строительство двух станционных зданий — лабораторного корпуса и здания для сотрудников, но позже в связи с болезнью, отказался от участия в проекте. Для возврата долга партнёру и продолжения строительства Вяземскому пришлось отдать все свои сбережения, зарабатываемые средства, а также часть своего имения. Он лично руководил строительством, покупал материалы, нанимал работников. Он всячески поддерживал научные исследования, которые проводились на Карадаге, считая, что станция должна служить развитию естественно-научных знаний по разным направлениям: общей биологии, зоологии, ботаники, бактериологии, физиологии, физики, механики, химии, геологии, палеонтологии, минералогии, петрографии, кристаллографии, агрономии, почвоведения, метеорологии, географии, антропологии, этнографии, океанологии и др., а также применению их в практике. Побывавшие на Карадаге профессор А. И. Бачинский, профессор А. П. Павлов и его жена М. В. Павлова горячо приняли и поддержали идею станции.
В 1910 году в Москве был основан «Кружок деятелей по борьбе со школьным алкоголизмом» и открыт основанный Вяземским и приват-доцентом Московского университета М. Ю. Лахтиным «Противоалкогольный музей».
Из-за нехватки средств на строительство станции ушло семь лет — с 1907 по 1914 год. С. С. Крым — известный крымский учёный-агроном и меценат поддерживал начатое дело, предоставив Вяземскому возможность получить банковский кредит. Финансовую помощь в строительстве станции также оказал Леденцовский фонд. В 1914 году строительство было завершено.

## Память

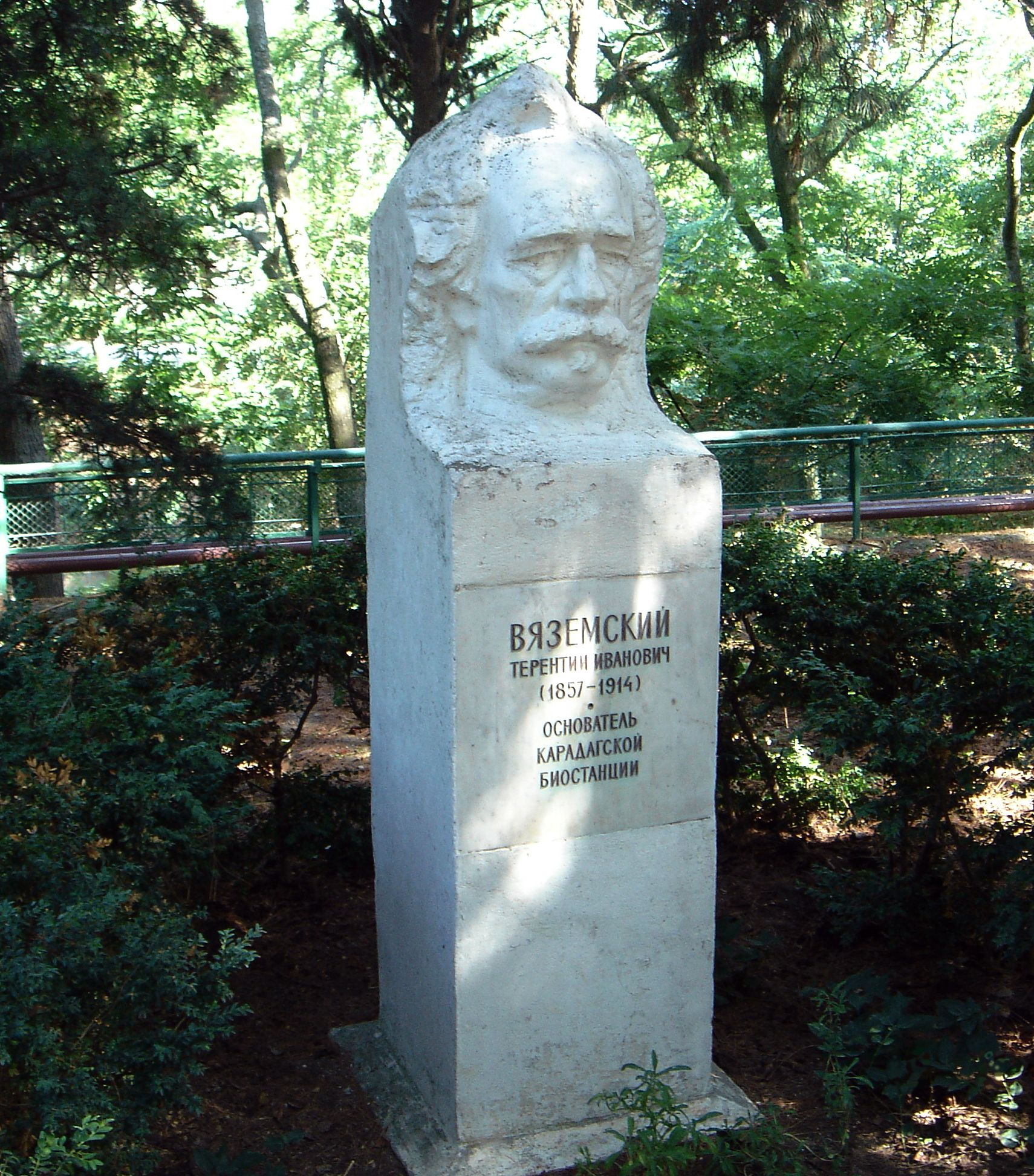
Памятник Т. И. Вяземскому, Карадагская биостанция,

23 сентября 1914 года, через несколько часов после смерти Терентия Ивановича Вяземского, на заседании совета общества им. Х. С. Леденцова биологической станции было присвоено имя её основателя.
Перед входом в главное здание Карадагской биостанции установлен памятник Терентию Ивановичу Вяземскому (скульптор А. И. Григорьев)  Объект культурного наследия народов РФ регионального значения. Рег. № 911710935400005 (ЕГРОКН).